# Plattkó Ferenc
Plattkó Ferenc, született: Platkó (Budapest, 1898. december 2. – Santiago de Chile, 1983. szeptember 2.) magyar válogatott labdarúgó, kapus. A Vasas első, válogatott labdarúgója. Külföldön Franz Platko, Franz Platko Kopiletz, Francisco Platko néven volt ismert.

## Családja
Platkó Pál napszámos és Kopilec Mária fiaként született. Testvérei, Plattkó István és Plattkó Károly szintén labdarúgók voltak.

## Sportpályafutása

### Klubcsapatban
1909-ben, 11 évesen a BTK csapatában kezdett játszani, majd 1911-től a Globus TC következett. 1914-től a Vasas SC labdarúgója volt. Az 1916-17-es bajnokságban az év labdarúgójának választották, ekkor még 18 éves sem volt. 1919-ben sok társához hasonlóan külföldre távozott. 1919-20 a Wiener AF. 1921-ben rövid ideig játékos-edző volt az AFK Kula csapatánál, majd a Sparta Praha játékosa lett.

Plattkó, FC Barcelona, 1928.

1922 őszén hazatért Magyarországra és az MTK kapusa lett. A kék-fehérekkel bajnokságot és kupát nyert, majd az FC Barcelonához szerződött.
1924 és 1930 között minden évben katalán bajnok lett a csapattal, kivéve 1929-et, amikor a spanyol bajnok lett a csapattal. Háromszoros spanyol kupagyőztes (1925. 1926. 1928). Az 1928-as spanyol kupa döntő kapcsán Rafael Alberti, költő verset írt hozzá Óda Platkóhoz címmel.
1931-ben a Racing Club de Madrid csapatában védett, majd 1932-33-ban az FC Basel következett ahol játékos-edzőként hagyta abba az aktív labdarúgást.

### A válogatottban
Az első játékos volt aki a Vasasból a válogatottba került. 1917 és 1923 között 6 alkalommal védett a nemzeti csapatban - 5 győzelem, 1 döntetlen - és mindössze négy gólt kapott.

### Edzőként
Már aktív labdarúgó pályafutása alatt is foglalkozott edzői munkával. 1921-ben Magyar-Olasz Bank SE trénere, ugyanebben az évben az AFK Kula játékos-edzője volt. 1932-33-ban az FC Basel játékos-edzőjenként dolgozott. 1933-34-ben a Racing Club de Roubaix, 1934-35-ben az FC Barcelona vezetőedzője. 1935-ben az Academico Porto, 1935-36-ban az amerikai olimpia csapatának az edzője volt. 1936-ban az Arsenal, 1936-37-ben a Venus Bucuresti, 1937-39-ben a Celta Vigo csapatainál tebékenykedett. A Venus együttesével 1937-ben román bajnok lett.
1939-ben Dél-Amerikába költözött és a chilei Colo-Colo vezetőedzője lett, amellyel. 1939-ben és 1941-ben chilei bajnok lett. 1940-ben az aregntin River Plate technikai igazgatója és utánpótlásedzője volt. 1941-42-ben edző a Colo Colo-nál és chilei szövetségi kapitány volt. Ez utóbbi állásában 1945-ig dolgozott és ebben az évben harmadik lett a csapattal a Copa América-n. Közben 1943-44-ben ismét edző volt a River Plate-nél.
1945-ben rövid időre visszatér Európába. Egy idény erejéig a spanyol Real Valladolid vezetőedzője, ahol korábban két testvére, Plattkó István és Plattkó Károly dolgozott. Ezt követően visszatér Chilébe és ismét bajnok lesz a Colo-Colo-val. 1948-ban a chilei Santiago Morning-nál, 1949-ben az aregntin Boca Juniors-nál dolgozott. 1950 és 1952-ben a River Plate technikai igazgatója volt. 1953-ban ismét a Colo Colo edzője lett és ismét bajnokságot nyert a csapattal. 1953-54-ben a Boca Juniors, 1955-56-ban az FC Barcelona edzője volt. 1957 és 1964 között játékosmegfigyelőként dolgozott Brazíliában. Az 1962-es chilei világbajnokságon találkozott a magyar labdarúgó-válogatott játékosaival.

## Sikerei, díjai

### Játékosként
- Magyar bajnokság
  - bajnok: 1922–23
- Magyar kupa
  - győztes: 1923
- Katalán bajnokság
  - bajnok: 1923–24, 1924–25, 1925–26, 1926–27, 1927–28, 1929–30
- Spanyol bajnokság
  - bajnok: 1929
- Spanyol kupa
  - győztes: 1925, 1926, 1928
- Az év magyar labdarúgója: 1916–17

### Edzőként
- Román bajnokság
  - bajnok: 1937
- Chilei bajnokság
  - bajnok: 1939, 1941, 1947, 1953
- Copa América
  - bronzérmes: 1945

## Statisztika

### Mérkőzései a válogatottban
| Magyarország | Magyarország      | Magyarország                    | Magyarország | Magyarország | Magyarország | Magyarország | Magyarország | Magyarország |
| #            | Dátum             | Helyszín                        | Hazai        | Eredmény     | Vendég       | Kiírás       | Gólok        | Esemény      |
| ------------ | ----------------- | ------------------------------- | ------------ | ------------ | ------------ | ------------ | ------------ | ------------ |
| 1.           | 1917. július 15.  | Bécs, WAC-Platz                 | Ausztria     | 1 – 4        | Magyarország | barátságos   | -            |              |
| 2.           | 1917. október 7.  | Budapest, Üllői úti pálya       | Magyarország | 2 – 1        | Ausztria     | barátságos   | -            |              |
| 3.           | 1917. november 4. | Bécs, WAC-Platz                 | Ausztria     | 1 – 2        | Magyarország | barátságos   | -            |              |
| 4.           | 1921. június 5.   | Budapest, Hungária körúti pálya | Magyarország | 3 – 0        | Németország  | barátságos   | -            |              |
| 5.           | 1923. március 4.  | Genova, Marassi-stadion         | Olaszország  | 0 – 0        | Magyarország | barátságos   | -            |              |
| 6.           | 1923. március 11. | Lausanne                        | Svájc        | 1 – 6        | Magyarország | barátságos   | -            |              |
|              | Összesen          |                                 |              | 6            | mérkőzés     |              | 0            | gól          |